# C13H10N2O2
化学式C13H10N2O2（摩尔质量：226.23 g/mol）可以指：
- 2-氰基-3-(4-氰基苯基)丙烯酸乙酯，混合CAS号：18269-12-0 
  - (Z)-异构体CAS号：668997-94-2 
  - (E)-异构体CAS号：15725-45-8
- 偶氮苯-4-甲酸，CAS号：1562-93-2
- (2-萘基)重氮乙酸甲酯，CAS号：223477-03-0

|  | 这个同类索引页列出了具有相同分子式的化学物（即同分異構體）条目。 除非您是有意链接至本页，否则应将相应条目的内部链接指向正确的条目。 |